# 布朗迪维
布朗迪维（法語：Brandivy，法語發音：[bʁɑ̃divi]）是法国莫尔比昂省的一个市镇，属于瓦讷区。

## 地理
布朗迪维（47°46'26"N, 2°56'43"W）面积25.88 平方千米，位于法国布列塔尼大區莫尔比昂省，该省份为法国西北部沿海省份，位于布列塔尼半岛南部，北起阿摩尔滨海省、西接菲尼斯泰尔省，南濒大西洋，东南接大西洋卢瓦尔省，东临伊勒-维莱讷省。
与布朗迪维接壤的市镇（或旧市镇、城区）包括：拉沙佩勒讷沃、穆斯图瓦尔阿克、格朗尚、普吕梅尔加、普吕维涅。

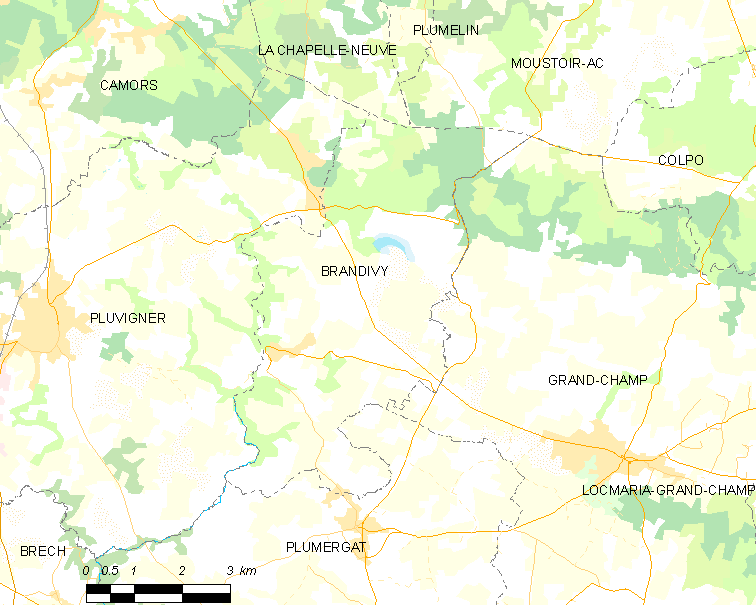
布朗迪维的OSM定位图

布朗迪维的时区为UTC+01:00、UTC+02:00（夏令时）。

## 行政
布朗迪维的邮政编码为56390，INSEE市镇编码为56022。

## 政治
布朗迪维所属的省级选区为格朗尚县。

## 人口

1962-2008年间布朗迪维人口变化图示

布朗迪维于2022年1月1日时的人口数量为1423人。